# خوسيه أنطونيو بينتو كاسترو
خوسيه أنطونيو بينتو كاسترو (بالإسبانية: José Antonio Pinto Castro)‏ هو قاضي وسياسي كوستاريكي، ولد في 1817، وتوفي في 26 فبراير 1887.